# Markus Trabusch
Markus Trabusch (geboren 1962 in Trier) ist ein deutscher Theater- und Opernregisseur. Von 2007 bis 2014 war er Schauspieldirektor am Theater Augsburg, von 2016 bis 2024 war er Theaterintendant in Würzburg.

## Leben
Nach dem Abitur studierte Trabusch Humanmedizin, Allgemeine und Vergleichende Literaturwissenschaft, Geschichte und Germanistik in Freiburg, Berlin und München (Magister Artium 1995).
Danach folgten Tätigkeiten am Schauspielhaus Zürich, am Theater Freiburg, den Münchner Kammerspielen, dem Harbourfront Theatre Toronto und dem Staatstheater Stuttgart; im Musiktheater mit Peter Mussbach am Brüsseler Opernhaus La Monnaie/De Munt und der Oper Frankfurt.
Es folgten zwei Jahre an der Universität Mainz als Literaturwissenschaftler. Im Jahr 2000 wechselte er ans Mozarteum Salzburg, wo er als Professor für Schauspiel und Dramaturgie Leiter der Schauspiel- und Regieausbildung wurde.
Von 2007 bis 2014 war er Schauspieldirektor und stellvertretender Intendant am Theater Augsburg. Während einer Krankheit der Intendantin Juliane Votteler vertrat er diese als Intendant.
Am Theater Augsburg inszenierte er unter anderem Joseph Kesselrings Arsen und Spitzenhäubchen, Schillers Maria Stuart, Paul Claudels Das harte Brot, Anton Tschechows Der Kirschgarten, Bertolt Brechts Mann ist Mann und Heinrich von Kleists Der zerbrochne Krug. 2011 gab er sein Debüt als Opernregisseur mit der Inszenierung von Giuseppe Verdis La traviata. 2012 inszenierte er zur Eröffnung der brechtbühne die beiden Stücke In Spuckweite von Taher Najib und Ulysses auf dem Flaschenfloß von Gilad Evron unter dem Titel Israel, mon amour, gespielt an einem Abend. 2013 führte Trabusch die Regie bei Der Brandner Kaspar und das ewig’ Leben und in Shakespeares Hamlet, Prinz von Dänemark.
Im Oktober 2014 führte er Regie am Vorarlberger Landestheater in Bregenz.
Seit der Spielzeit 2016/17 ist Trabusch Intendant des Mainfranken Theaters Würzburg. Bis 2021 war er gleichzeitig Schauspieldirektor. Die Funktion gab er zur Spielzeit 2021/2022 an Barbara Bily ab, mit der er bereits in Augsburg zusammengearbeitet hatte. Während seiner Leitung wurde 2019 zwischen der Stadt Würzburg und dem Bayerischen Staatsministerium für Wissenschaft und Kunst beschlossen, das Mainfranken Theater in ein Bayerisches Staatstheater zu erheben. Trabusch übersieht außerdem alle derzeit (2024) das Theater intern betreffenden Neu- und Umbauten und Erneuerungsarbeiten des Mainfranken Theaters, die bis 2026 abgeschlossen sein sollen.
Im April 2024 wurde in der Presse bekanntgegeben, dass Markus Trabusch seine Intendanz in Würzburg 2026 beenden wird. Seine Tätigkeit wurde jedoch schon Ende 2024 beendet.

## Operninszenierungen
- 2012: La traviata von Giuseppe Verdi – Theater Augsburg, Dirigentin: Carolin Nordmeyer
- 2013: Der Ring des Polykrates und Violanta von Erich Wolfgang Korngold – Theater Augsburg, Dirigent: Rune Bergmann